# Station Sembrancher
Station Sembrancher is een spoorwegstation in de Zwitserse gemeente Sembrancher. Het station ligt aan de spoorlijn Martigny - Orsières.